# Kopașnovo, Hust
Kopașnovo (în ucraineană Копашново) este localitatea de reședință a comunei Kopașnovo din raionul Hust, regiunea Transcarpatia, Ucraina.

## Demografie
Componența lingvistică a localității Kopașnovo
     Ucraineană (99,78%)
     Alte limbi (0,22%)
Conform recensământului din 2001, majoritatea populației localității Kopașnovo era vorbitoare de ucraineană (99,78%), existând în minoritate și vorbitori de alte limbi.